# 2011年のF1世界選手権

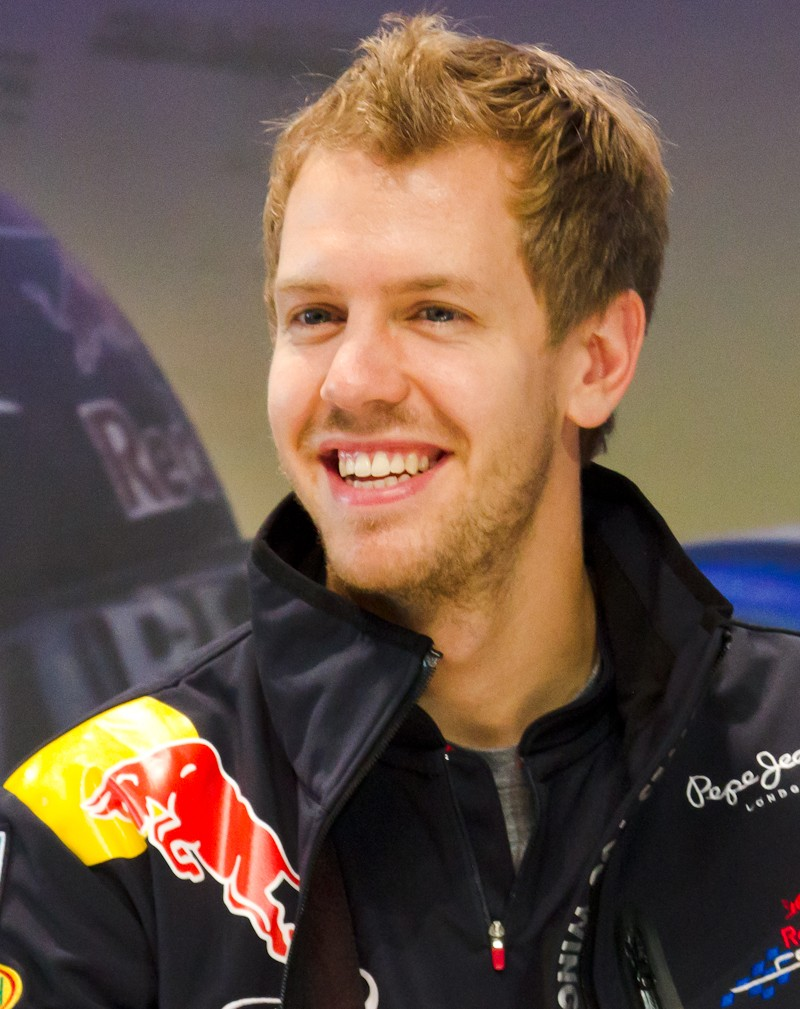
2011年のF1世界選手権において2度目のドライバーズタイトルを獲得したセバスチャン・ベッテル

2011年のF1世界選手権は、FIAフォーミュラ1世界選手権の第62回大会として全19戦で開催された。

## シーズン概要

### レッドブルの独走と開発競争

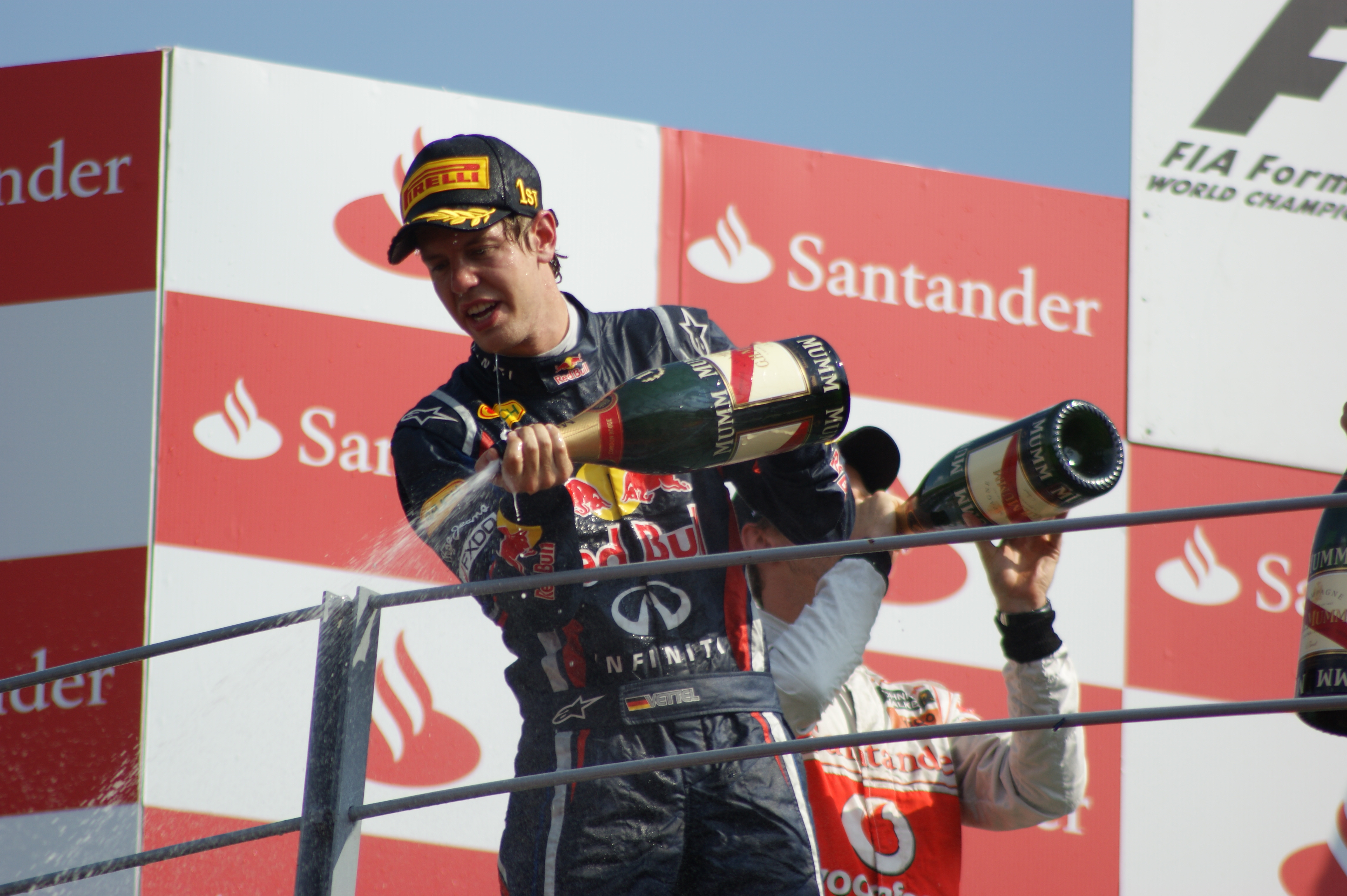
2年連続チャンピオンとなったベッテル

レッドブルのセバスチャン・ベッテルが19戦中11勝という圧倒的な成績を収め、2年連続ドライバーズチャンピオンを獲得した。ベッテルは予選でシーズン最多記録となる15ポールポジション (PP) を獲得し、決勝レースでも先頭を逃げ切るというパターンで勝利を積み重ねた。レッドブルは韓国GP以外の18戦でPPを獲得し、うち7戦でフロントローを独占した。
レッドブルの速さの鍵となったのが、ルノーエンジンと共同開発した排気制御技術（オフスロットル・ブローイング）だった。加速時以外にも排気を流し続けて、ディフューザーのダウンフォース発生量を増大させるシステムのことである。他にも、ロータス・ルノーが投入した前方排気システムなど、マルチディフューザーの禁止によって失われたダウンフォースを取り戻そうとする開発が続けられた。
国際自動車連盟 (FIA) はシーズン中盤にオフスロットル・ブローイングの禁止を通達したが、チーム間の意見対立もあって部分的な制限に止まり、本格的な規制は2012年に持ち越された。

### ピレリタイヤF1復帰とその演出
前年限りでF1から撤退したブリヂストンの後継サプライヤーとして、韓国のクムホタイヤやハンコックタイヤ・ネクセンの名が挙げられ、ミシュランも「節約とCO2削減におけるタイヤの役割が実証されるよう規約が改正されれば」という条件をつけて復帰を再考していると言われた。さらにピレリも正式にタイヤ供給を申し出たことを発表した。
2010年6月23日、FIAは世界モータースポーツ評議会を開催し、2011年からピレリがF1のタイヤサプライヤーとなることを決定した。契約期間は2013年までの3年である。1991年に撤退して以来、20年ぶりのF1タイヤサプライヤー復帰となる。
ピレリは「ピットストップの回数を増やしてレースの戦略性・エンターテインメント性を高める」ことを目的として、意図的に耐久性を落としたタイヤを設計した（詳細はピレリ#第4期活動 (2011年 - )を参照）。
レース中に突然グリップ力が落ちる現象が「クリフ（崖）」と呼ばれるようになり、早めにタイヤ交換してポジションアップを狙う「アンダーカット」というレース戦略が生まれた。レースによっては3・4回のマルチストップが目まぐるしく行われ、レース用に新品タイヤを温存するため、予選のタイムアタックを敢えて行わないチームも現れた。また、ドライビングスタイルによってピレリタイヤへの適性が異なり、同じマシンに乗るチームメイト同士でも成績に差がつくケースがあった。

### その他の出来事
バーレーンGP中止
開幕戦として予定されていたバーレーンGPは、反政府デモの影響で開催が困難となり、2月21日にバーレーン王国のサルマーン王太子が中止を発表した。直後、F1を運営するフォーミュラ・ワン・マネージメント (FOM) のバーニー・エクレストンは、2011年の後半にバーレーンGPの日程を変更し開催することを示唆。6月3日にFIAはバーレーンGP決勝を10月30日に開催し、同日に予定されていたインドGP決勝を12月11日に延期すると発表したが、開催決定に大きな批判が集まり、FOTAはFIAに対して正式に反対の意思を表明。6月9日にFIAより開催を断念する旨の声明が発表され、バーレーンGPは中止となった。これに伴い、インドGP決勝は元の予定通り10月30日に開催された。
大荒れのカナダGP
大雨に見舞われたカナダGPはセーフティカーが5回出動し、2時間の赤旗中断を挟んでレース開始から終了まで4時間4分という長丁場のレースになった。マクラーレンのジェンソン・バトンはペナルティを含めて6回ピットインしたが、最下位から驚異的な追い上げを見せ、最終ラップにベッテルをかわして優勝した。
オーバーテイクの増加
レース中の順位変動を活発化しエンターテインメント性を向上するためのアイデアとして、前述のピレリタイヤの特性や運動エネルギー回生システム (KERS) の復活に加えて、オーバーテイクをしやすくする可変式リアウィング（ドラッグリダクションシステム、DRS）が導入された。ピレリが発表した統計では、第18戦アブダビGPまでに延べ1120回のオーバーテイクが記録され、トルコGP（ドライレース）では126回、カナダGP（ウェットレース）では125回を数えた。
ふたつの「ロータス」
詳細はチーム・ロータス#ロータス名称問題。2つの「ロータスチーム」、およびケータハムF1チーム#ロータス名称問題を参照。
「ロータス」という名称の使用権を巡る関係者間の不和により、ルノー改め「ロータス・ルノーGP」と、ロータス・レーシング改め「チーム・ロータス」という2チームが参戦する奇妙な状況になった。この問題はチーム・ロータスとグループ・ロータスが法廷で争う事態となったが、双方の和解により2012年よりチーム・ロータスがケータハムに改名する事で解決を見た。

## レギュレーションの変更

### 技術規定
シーズン前の変更点

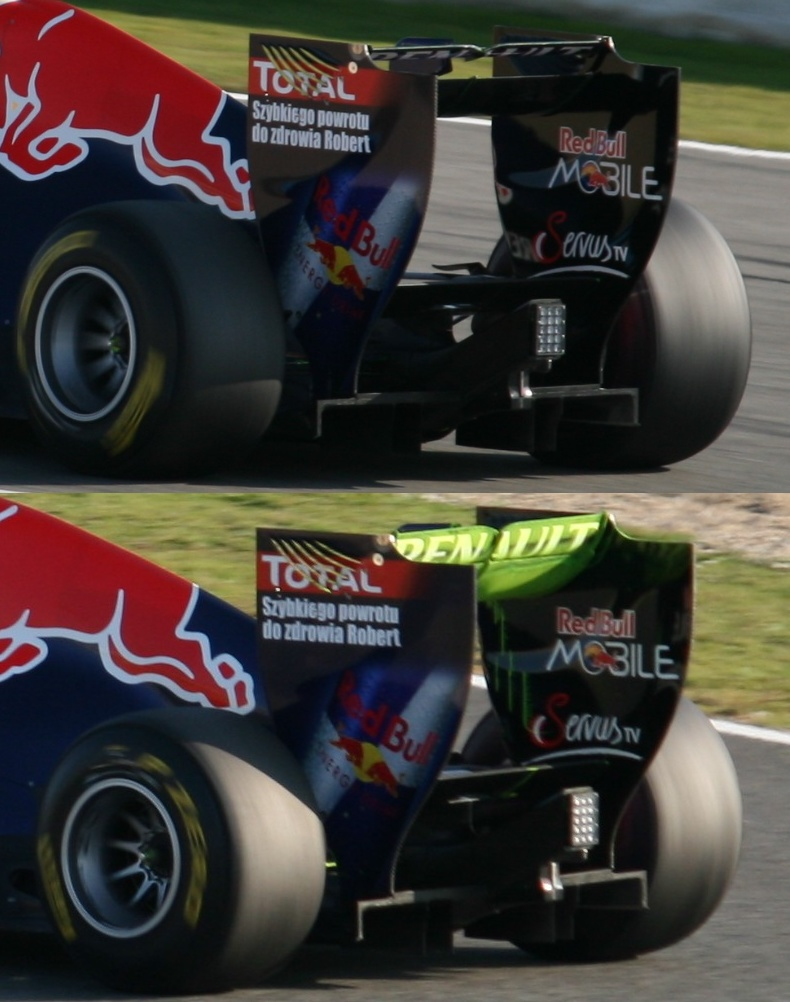
可変リアウィング（DRS）
（上）稼働中　（下）通常時

- 2009年に問題となり、2010年に合法的に認められたマルチディフューザーは禁止となる。
- 2010年にマクラーレンが先陣を切って搭載したFダクトは走行中に片手運転を強いられるチームがあるため禁止となる。
  - これに伴い、エンジンカバーとリアウィングを連結するシャークフィンは禁止される。
- 2009年より採用されていた可変式フロントウィングを廃止する[12]。
- Fダクト禁止に代わり、「オーバーテイクを促進することを目的」としてドラッグリダクションシステム（DRS、可変リアウイング）が導入される。ドライバーは制御エレクトロニクスが可能だと通知した場合のみ、DRSを使用することができる。DRSは最初の2周では使用できず、3周目以降計測ポイントで先行するマシンの1秒未満に近づいたときにのみ使用が許される。プラクティスと予選ではアクセル開度が90％以上、ブレーキ踏力が20％以下の場合どの場所でも使用することができる。ただし、セーフティカー導入中、ウェットコンディションでは使用が禁止されている。[13]。
- 運動エネルギー回収システム (KERS) は、2010年もレギュレーションでは許可されていたが、FOTAによって自主規制されていた。しかし、FOTAは2011年からその取り決めを廃止。基本的に2009年に使用されていたものと同じ条件でエネルギーの回収・放出を行う。
- KERS搭載による重量の不利をなくすため、マシンの最低重量が640kgまで引き上げられる。
- 重量配分がフロント45.5～46.7%、リアが53.3～54.5%に固定される。当初は2011年のみとされていたが、2012年以降も継続されている。
- 車両設計に関して、特にフロント部分の安全基準をより強化する。このレギュレーション変更に関しては車体テストにも盛り込まれる。
- ドライバーの脚を保護するためアンチイントルーションパネルの導入を義務化する。
- ホイールの脱落を防止するため、シャシーとホイールを繋ぐホイールデザーを二重にする。
- ドライバーの頭部を保護するロールフープの最小断面積を規定する。2010年のメルセデス・MGP W01のようなブレードタイプは禁止される。

シーズン中の変更点
- ブロウンディフューザーの排気制御規制
  - 第8戦のヨーロッパGPより、予選と決勝との間でエンジンの設定を変更することが禁止された。[14]
  - 第9戦イギリスGPより、エンジンがアイドル時の排気量を加速時に比べ10%以下に制限[15]。アクセル開度が低い状態でも排気を持続する技術（オフスロットル・ブローイング）を禁止する。
    - イギリスGPの直前にルノーがエンジンの信頼性に問題が生じると主張し例外措置を求めたが認められなかった。さらに全チームの同意があればブロウン・ディフューザーの規制を撤廃するとFIAが提案したが、フェラーリとザウバーの反対により、イギリスGPは新規制のまま行われた。

  - イギリスGPの翌日、フェラーリとザウバーが譲歩し全チームが一致したため、ブロウン・ディフューザーの規制は撤廃された。次戦のドイツGP以降はヨーロッパGPの時点と同じ規則で行われることとなった[16]。

これらの変更は独走するレッドブルを狙い撃ちしたものだという批判が起きたが、FIAはその意図を否定した。

### 競技規定
シーズン前の変更点
- 2003年以降廃止されていた予選足切り制度（107%ルール）が復活する。予選Q1の最速タイムから107%を超えるドライバーは、レースへの出走が認められない。ただし、雨によるセッション中止など例外的な状況ではフリー走行のタイムを参考にスチュワードが出走を認める場合もある。そのケースで2名以上のドライバーの出走が認められた場合は、スチュワードがグリッド順位を決定する[18]（詳細は「107%ルール」を参照）。
- 予選のインラップあるいはレースのレコノサンスラップでマシンが必要以上に遅い走行をしないために、ピット出口後のセーフティカーラインとピット入口前のセーフティカーライン間に最大タイムが設定される。最大タイムは、各イベントのフリー走行初日までにレースディレクターが決定する[19]。
- レースディレクターには、安全を理由にレース中にピットレーンを閉鎖する裁量が与えられる。
- セーフティカーを追い越すことができる範囲についてのルールが明確化され、ドライバーは状況に応じてセーフティカーを追い抜くことが指示されるようになる。
- チームオーダーを禁じる項目であるFIA F1スポーティングレギュレーションの第39条1項が削除される。ただし、チームがF1に不名誉をもたらす行為に従事した場合、国際競技規約第151条c項および関連する条項により処分される。
- スチュワードによるペナルティ項目改訂を許可する。
- ドライバーの振る舞い、及びレース中のドライビングスタイルについての見直し。
- サーキット内のピットにおけるファストレーン幅を制限。
- インターミディエイトタイヤ再導入。
- レース中にソフト・ハードの双方のドライタイヤを使用しなかったドライバーに対し失格を科す。
- ギアボックスの連続使用ルールを、4戦連続から5戦連続使用へと変更する。

## 参戦チーム・ドライバー

### 新規チームのエントリー
2010年から、参戦可能台数が26台となり、2010年に参戦することが出来なかったUSF1の代わりに2011年より参戦する13番目のチームを選考した。2010年5月27日には、15チームがエントリーしたことが報じられていた。
- ARTグランプリ
経済的な理由により、2010年7月8日にエントリーを取り消した[21]。
- サイファーグループ
経済的な理由により、2010年7月30日にF1参入を断念した[22]。
- ヴィルヌーヴ・レーシング
- デュランゴ
- エプシロン・ユースカディ
- ステファンGP
- アンダーソンF1
  - 元US F1の代表者であるケン・アンダーソンが率いる。

最終的にはエプシロン・ユースカディ、ジャック・ヴィルヌーヴとデュランゴとの共同チーム経営計画の2つで争っていたものの「13番目のチーム」として採用されない事が報道された。9月9日、FIAより正式に「13番目のチーム」を採用しないことが発表された。

### 新車発表
| コンストラクター     | マシン        | 日程    | 場所                 |
| -------------------- | ------------- | ------- | -------------------- |
| フェラーリ           | 150° イタリア | 1月28日 | マラネロ, イタリア   |
| メルセデス           | MGP W02       | 2月1日  | バレンシア, スペイン |
| ザウバー             | C30           | 1月31日 | バレンシア, スペイン |
| ロータス             | T128          | 1月31日 | （Web上での発表）    |
| ルノー               | R31           | 1月31日 | バレンシア, スペイン |
| レッドブル           | RB7           | 2月1日  | バレンシア,スペイン  |
| ウィリアムズ         | FW33          | 2月1日  | バレンシア,スペイン  |
| トロ・ロッソ         | STR6          | 2月1日  | バレンシア,スペイン  |
| マクラーレン         | MP4-26        | 2月4日  | ベルリン,ドイツ      |
| ヴァージン           | MVR-02        | 2月7日  | ロンドン,イギリス    |
| フォース・インディア | VJM04         | 2月10日 | ヘレス,スペイン      |
| ヒスパニア           | F111          | 3月11日 | カタロニア,スペイン  |

### エントリーリスト
2010年12月1日にFIAから発表されたF1エントリーリストに基づく。
| エントラント                                                          | コンストラクター     | シャーシ      | エンジン           | タイヤ | ドライバー | ドライバー                 | 出走記録   | テストドライバー リザーブドライバー                                               |
| --------------------------------------------------------------------- | -------------------- | ------------- | ------------------ | ------ | ---------- | -------------------------- | ---------- | --------------------------------------------------------------------------------- |
| レッドブル・レーシング                                                | レッドブル           | RB7           | ルノー RS27-2011   | P      | 1          | セバスチャン・ベッテル     | 全戦       | TBA                                                                               |
| レッドブル・レーシング                                                | レッドブル           | RB7           | ルノー RS27-2011   | P      | 2          | マーク・ウェバー           | 全戦       | TBA                                                                               |
| ボーダフォン・マクラーレン・メルセデス                                | マクラーレン         | MP4-26        | メルセデス FO108Y  | P      | 3          | ルイス・ハミルトン         | 全戦       | ゲイリー・パフェット ペドロ・デ・ラ・ロサ                                         |
| ボーダフォン・マクラーレン・メルセデス                                | マクラーレン         | MP4-26        | メルセデス FO108Y  | P      | 4          | ジェンソン・バトン         | 全戦       | ゲイリー・パフェット ペドロ・デ・ラ・ロサ                                         |
| スクーデリア・フェラーリ・マールボロ スクーデリア・フェラーリ         | フェラーリ           | 150° イタリア | フェラーリ Tipo056 | P      | 5          | フェルナンド・アロンソ     | 全戦       | ジュール・ビアンキ ジャンカルロ・フィジケラ マルク・ジェネ                        |
| スクーデリア・フェラーリ・マールボロ スクーデリア・フェラーリ         | フェラーリ           | 150° イタリア | フェラーリ Tipo056 | P      | 6          | フェリペ・マッサ           | 全戦       | ジュール・ビアンキ ジャンカルロ・フィジケラ マルク・ジェネ                        |
| メルセデスGP・ペトロナス・F1チーム                                    | メルセデス           | MGP W02       | メルセデス FO108Y  | P      | 7          | ミハエル・シューマッハ     | 全戦       | TBA                                                                               |
| メルセデスGP・ペトロナス・F1チーム                                    | メルセデス           | MGP W02       | メルセデス FO108Y  | P      | 8          | ニコ・ロズベルグ           | 全戦       | TBA                                                                               |
| ロータス・ルノーGP                                                    | ルノー               | R31           | ルノー RS27-2011   | P      | 9          | ニック・ハイドフェルド     | 1-11       | ファイルーズ・ファウジー ロマン・グロージャン ブルーノ・セナ ホーピン・タン       |
| ロータス・ルノーGP                                                    | ルノー               | R31           | ルノー RS27-2011   | P      | 9          | ブルーノ・セナ             | 12-19      | ファイルーズ・ファウジー ロマン・グロージャン ブルーノ・セナ ホーピン・タン       |
| ロータス・ルノーGP                                                    | ルノー               | R31           | ルノー RS27-2011   | P      | 10         | ヴィタリー・ペトロフ       | 全戦       | ファイルーズ・ファウジー ロマン・グロージャン ブルーノ・セナ ホーピン・タン       |
| AT&Tウィリアムズ                                                      | ウィリアムズ         | FW33          | コスワース CA2011  | P      | 11         | ルーベンス・バリチェロ     | 全戦       | バルテリ・ボッタス                                                                |
| AT&Tウィリアムズ                                                      | ウィリアムズ         | FW33          | コスワース CA2011  | P      | 12         | パストール・マルドナド     | 全戦       | バルテリ・ボッタス                                                                |
| フォース・インディア・F1チーム サハラ・フォース・インディア・F1チーム | フォース・インディア | VJM04         | メルセデス FO108Y  | P      | 14         | エイドリアン・スーティル   | 全戦       | ニコ・ヒュルケンベルグ                                                            |
| フォース・インディア・F1チーム サハラ・フォース・インディア・F1チーム | フォース・インディア | VJM04         | メルセデス FO108Y  | P      | 15         | ポール・ディ・レスタ       | 全戦       | ニコ・ヒュルケンベルグ                                                            |
| ザウバーF1チーム                                                      | ザウバー             | C30           | フェラーリ Tipo056 | P      | 16         | 小林可夢偉                 | 全戦       | エステバン・グティエレス                                                          |
| ザウバーF1チーム                                                      | ザウバー             | C30           | フェラーリ Tipo056 | P      | 17         | セルジオ・ペレス           | 1-6,8-19   | エステバン・グティエレス                                                          |
| ザウバーF1チーム                                                      | ザウバー             | C30           | フェラーリ Tipo056 | P      | 17         | ペドロ・デ・ラ・ロサ       | 7          | エステバン・グティエレス                                                          |
| スクーデリア・トロ・ロッソ                                            | トロ・ロッソ         | STR6          | フェラーリ Tipo056 | P      | 18         | セバスチャン・ブエミ       | 全戦       | ダニエル・リチャルド ジャン＝エリック・ベルニュ                                   |
| スクーデリア・トロ・ロッソ                                            | トロ・ロッソ         | STR6          | フェラーリ Tipo056 | P      | 19         | ハイメ・アルグエルスアリ   | 全戦       | ダニエル・リチャルド ジャン＝エリック・ベルニュ                                   |
| チーム・ロータス                                                      | ロータス             | T128          | ルノー RS27-2011   | P      | 20         | ヘイキ・コバライネン       | 全戦       | カルン・チャンドック ルイス・ラジア ダヴィデ・ヴァルセッチ リカルド・テイシェイラ |
| チーム・ロータス                                                      | ロータス             | T128          | ルノー RS27-2011   | P      | 21         | ヤルノ・トゥルーリ         | 1-9,11-19  | カルン・チャンドック ルイス・ラジア ダヴィデ・ヴァルセッチ リカルド・テイシェイラ |
| チーム・ロータス                                                      | ロータス             | T128          | ルノー RS27-2011   | P      | 21         | カルン・チャンドック       | 10         | カルン・チャンドック ルイス・ラジア ダヴィデ・ヴァルセッチ リカルド・テイシェイラ |
| HRT F1チーム                                                          | HRT                  | F111          | コスワース CA2011  | P      | 22         | ナレイン・カーティケヤン   | 1-8,17     | ナレイン・カーティケヤン ヤン・チャロウズ                                         |
| HRT F1チーム                                                          | HRT                  | F111          | コスワース CA2011  | P      | 22         | ダニエル・リチャルド       | 9-16,18-19 | ナレイン・カーティケヤン ヤン・チャロウズ                                         |
| HRT F1チーム                                                          | HRT                  | F111          | コスワース CA2011  | P      | 23         | ヴィタントニオ・リウッツィ | 1-16,18-19 | ナレイン・カーティケヤン ヤン・チャロウズ                                         |
| HRT F1チーム                                                          | HRT                  | F111          | コスワース CA2011  | P      | 23         | ダニエル・リチャルド       | 17         | ナレイン・カーティケヤン ヤン・チャロウズ                                         |
| マルシャ・ヴァージン・レーシング                                      | ヴァージン           | MVR-02        | コスワース CA2011  | P      | 24         | ティモ・グロック           | 全戦       | 山本左近 ロバート・ウィケンズ                                                     |
| マルシャ・ヴァージン・レーシング                                      | ヴァージン           | MVR-02        | コスワース CA2011  | P      | 25         | ジェローム・ダンブロシオ   | 全戦       | 山本左近 ロバート・ウィケンズ                                                     |

#### エントリー名変更
- フェラーリは、第9戦以降エントリー名から「マールボロ」を排し、「スクーデリア・フェラーリ」名義で出走[49]。
- フォース・インディアは第16戦以降エントリー名を「サハラ・フォース・インディア」に変更[68]。

#### ドライバー変更
- ルノーのNo.9は、開幕戦前の事故で出走不可能になったロバート・クビサに代わり、第1戦から第11戦までハイドフェルドが出走[58]
- ルノーのNo.9は、第12戦から最終戦までセナが出走した[90] [91]。
- ザウバーのNo.17は、第7戦のみデ・ラ・ロサが出走した[92]。
- ロータスのNo.21は、第10戦のみチャンドックが出走した[93]。
- HRTのNo.22は、第9戦から第16戦、第18戦と最終戦をリチャルド(リカルド)が出走した[94]。
- HRTのNo.23は、第17戦は第9戦から第16戦までNo.22で出走していたリチャルド(リカルド)が出走し、No.22は、第1戦から第8戦まで出走していたカーティケヤンが出走する。

## 開催地
- 暫定カレンダーは2010年9月8日にFIAから発表された。[95][96]
  - 予定されていたバーレーンGPの中止により全19戦が開催された。[97][98]
  - フリー走行は金曜日と土曜日、予選は土曜日に行われる。ただし、モナコのフリー走行は木曜日に行われる。
  - 最終戦は3年ぶりにブラジルのインテルラゴスでの開催となった。
  - マレーシアと中国、スペインとモナコ、ドイツとハンガリー、日本と韓国は連戦となった。
  - 新たに加わるのはインドグランプリ（2011年より開催・10年契約）[99]で、決勝は10月30日に開催された。[98]

| Round | レース名称                              | GP名             | 開催サーキット                             | 都市                 | 決勝開催日 | 決勝スタート時刻 | 決勝スタート時刻 | 周回数 |
| Round | レース名称                              | GP名             | 開催サーキット                             | 都市                 | 決勝開催日 | 現地時間         | 協定世界時       | 周回数 |
| ----- | --------------------------------------- | ---------------- | ------------------------------------------ | -------------------- | ---------- | ---------------- | ---------------- | ------ |
|       | Gulf Air Bahrain Grand Prix             | バーレーンGP     | バーレーン・インターナショナル・サーキット | サクヒール           | 3月13日    | (中止)           | (中止)           | 57     |
| 1     | Qantas Australian Grand Prix            | オーストラリアGP | アルバート・パーク・サーキット             | メルボルン           | 3月27日    | 17:00            | 6:00             | 58     |
| 2     | Petronas Malaysian Grand Prix           | マレーシアGP     | セパン・インターナショナル・サーキット     | セパン               | 4月10日    | 16:00            | 8:00             | 56     |
| 3     | UBS Chinese Grand Prix                  | 中国GP           | 上海インターナショナルサーキット           | 上海                 | 4月17日    | 15:00            | 7:00             | 56     |
| 4     | DHL Turkish Grand Prix                  | トルコGP         | イスタンブール・パーク                     | イスタンブール       | 5月8日     | 15:00            | 7:00             | 58     |
| 5     | Gran Premio de España Santander         | スペインGP       | カタロニア・サーキット                     | バルセロナ           | 5月22日    | 15:00            | 12:00            | 66     |
| 6     | Grand Prix de Monaco                    | モナコGP         | モンテカルロ市街地コース                   | モンテカルロ         | 5月29日    | 14:00            | 12:00            | 78     |
| 7     | Grand Prix du Canada                    | カナダGP         | ジル・ヴィルヌーヴ・サーキット             | モントリオール       | 6月12日    | 13:00            | 17:00            | 70     |
| 8     | Grand Prix of Europe                    | ヨーロッパGP     | バレンシア市街地コース                     | バレンシア           | 6月26日    | 14:00            | 12:00            | 57     |
| 9     | Santander British Grand Prix            | イギリスGP       | シルバーストーン・サーキット               | ノーサンプトンシャー | 7月10日    | 13:00            | 12:00            | 60     |
| 10    | Grosser Preis Santander von Deutschland | ドイツGP         | ニュルブルクリンク                         | ニュルブルク         | 7月24日    | 14:00            | 12:00            | 60     |
| 11    | Eni Magyar Nagydíj                      | ハンガリーGP     | ハンガロリンク                             | ブダペスト           | 7月31日    | 14:00            | 12:00            | 70     |
| 12    | Shell Belgian Grand Prix                | ベルギーGP       | スパ・フランコルシャン                     | スパ                 | 8月28日    | 14:00            | 12:00            | 44     |
| 13    | Gran Premio Santander d'Italia          | イタリアGP       | モンツァ・サーキット                       | モンツァ             | 9月11日    | 14:00            | 12:00            | 53     |
| 14    | SingTel Singapore Grand Prix            | シンガポールGP   | シンガポール市街地コース                   | シンガポール         | 9月25日    | 20:00            | 12:00            | 61     |
| 15    | Japanese Grand Prix                     | 日本GP           | 鈴鹿サーキット                             | 鈴鹿                 | 10月9日    | 15:00            | 6:00             | 53     |
| 16    | Korean Grand Prix                       | 韓国GP           | 韓国インターナショナルサーキット           | 霊岩郡               | 10月16日   | 15:00            | 6:00             | 55     |
| 17    | Airtel Grand Prix of India              | インドGP         | ブッダ・インターナショナル・サーキット     | ニューデリー         | 10月30日   | 15:00            | 9:30             | 60     |
| 18    | Etihad Airways Abu Dhabi Grand Prix     | アブダビGP       | ヤス・マリーナ・サーキット                 | アブダビ             | 11月13日   | 17:00            | 13:00            | 55     |
| 19    | Grande Prêmio Petrobras do Brasil       | ブラジルGP       | インテルラゴス・サーキット                 | サンパウロ           | 11月27日   | 14:00            | 16:00            | 71     |

## 結果

### レース
| Rd. | GP名                     | ポールポジション       | ファステストラップ     | 勝者                   | コンストラクター        | 詳細 |
| --- | ------------------------ | ---------------------- | ---------------------- | ---------------------- | ----------------------- | ---- |
|     | バーレーングランプリ     | （グランプリ中止）     | （グランプリ中止）     | （グランプリ中止）     | （グランプリ中止）      | 詳細 |
| 1   | オーストラリアグランプリ | セバスチャン・ベッテル | フェリペ・マッサ       | セバスチャン・ベッテル | レッドブル-ルノー       | 詳細 |
| 2   | マレーシアグランプリ     | セバスチャン・ベッテル | マーク・ウェバー       | セバスチャン・ベッテル | レッドブル-ルノー       | 詳細 |
| 3   | 中国グランプリ           | セバスチャン・ベッテル | マーク・ウェバー       | ルイス・ハミルトン     | マクラーレン-メルセデス | 詳細 |
| 4   | トルコグランプリ         | セバスチャン・ベッテル | マーク・ウェバー       | セバスチャン・ベッテル | レッドブル-ルノー       | 詳細 |
| 5   | スペイングランプリ       | マーク・ウェバー       | ルイス・ハミルトン     | セバスチャン・ベッテル | レッドブル-ルノー       | 詳細 |
| 6   | モナコグランプリ         | セバスチャン・ベッテル | マーク・ウェバー       | セバスチャン・ベッテル | レッドブル-ルノー       | 詳細 |
| 7   | カナダグランプリ         | セバスチャン・ベッテル | ジェンソン・バトン     | ジェンソン・バトン     | マクラーレン-メルセデス | 詳細 |
| 8   | ヨーロッパグランプリ     | セバスチャン・ベッテル | セバスチャン・ベッテル | セバスチャン・ベッテル | レッドブル-ルノー       | 詳細 |
| 9   | イギリスグランプリ       | マーク・ウェバー       | フェルナンド・アロンソ | フェルナンド・アロンソ | フェラーリ              | 詳細 |
| 10  | ドイツグランプリ         | マーク・ウェバー       | ルイス・ハミルトン     | ルイス・ハミルトン     | マクラーレン-メルセデス | 詳細 |
| 11  | ハンガリーグランプリ     | セバスチャン・ベッテル | フェリペ・マッサ       | ジェンソン・バトン     | マクラーレン-メルセデス | 詳細 |
| 12  | ベルギーグランプリ       | セバスチャン・ベッテル | マーク・ウェバー       | セバスチャン・ベッテル | レッドブル-ルノー       | 詳細 |
| 13  | イタリアグランプリ       | セバスチャン・ベッテル | ルイス・ハミルトン     | セバスチャン・ベッテル | レッドブル-ルノー       | 詳細 |
| 14  | シンガポールグランプリ   | セバスチャン・ベッテル | ジェンソン・バトン     | セバスチャン・ベッテル | レッドブル-ルノー       | 詳細 |
| 15  | 日本グランプリ           | セバスチャン・ベッテル | ジェンソン・バトン     | ジェンソン・バトン     | マクラーレン-メルセデス | 詳細 |
| 16  | 韓国グランプリ           | ルイス・ハミルトン     | セバスチャン・ベッテル | セバスチャン・ベッテル | レッドブル-ルノー       | 詳細 |
| 17  | インドグランプリ         | セバスチャン・ベッテル | セバスチャン・ベッテル | セバスチャン・ベッテル | レッドブル-ルノー       | 詳細 |
| 18  | アブダビグランプリ       | セバスチャン・ベッテル | マーク・ウェバー       | ルイス・ハミルトン     | マクラーレン-メルセデス | 詳細 |
| 19  | ブラジルグランプリ       | セバスチャン・ベッテル | マーク・ウェバー       | マーク・ウェバー       | レッドブル-ルノー       | 詳細 |

### ドライバーズ・ワールド・チャンピオンシップ（選手部門）
上位10台には以下のポイントが加算される。
| 順位     | 1位 | 2位 | 3位 | 4位 | 5位 | 6位 | 7位 | 8位 | 9位 | 10位 |
| ポイント | 25  | 18  | 15  | 12  | 10  | 8   | 6   | 4   | 2   | 1    |

（略号と色の意味はこちらを参照）
| 順位 | ドライバー                 | AUS | MAL | CHN | TUR | ESP | MON | CAN | EUR | GBR | GER | HUN | BEL | ITA | SIN | JPN | KOR | IND | ABU | BRA | Pts |
| ---- | -------------------------- | --- | --- | --- | --- | --- | --- | --- | --- | --- | --- | --- | --- | --- | --- | --- | --- | --- | --- | --- | --- |
| 1    | セバスチャン・ベッテル     | 1   | 1   | 2   | 1   | 1   | 1   | 2   | 1   | 2   | 4   | 2   | 1   | 1   | 1   | 3   | 1   | 1   | Ret | 2   | 392 |
| 2    | ジェンソン・バトン         | 6   | 2   | 4   | 6   | 3   | 3   | 1   | 6   | Ret | Ret | 1   | 3   | 2   | 2   | 1   | 4   | 2   | 3   | 3   | 270 |
| 3    | マーク・ウェバー           | 5   | 4   | 3   | 2   | 4   | 4   | 3   | 3   | 3   | 3   | 5   | 2   | Ret | 3   | 4   | 3   | 4   | 4   | 1   | 258 |
| 4    | フェルナンド・アロンソ     | 4   | 6   | 7   | 3   | 5   | 2   | Ret | 2   | 1   | 2   | 3   | 4   | 3   | 4   | 2   | 5   | 3   | 2   | 4   | 257 |
| 5    | ルイス・ハミルトン         | 2   | 8   | 1   | 4   | 2   | 6   | Ret | 4   | 4   | 1   | 4   | Ret | 4   | 5   | 5   | 2   | 7   | 1   | Ret | 227 |
| 6    | フェリペ・マッサ           | 7   | 5   | 6   | 11  | Ret | Ret | 6   | 5   | 5   | 5   | 6   | 8   | 6   | 9   | 7   | 6   | Ret | 5   | 5   | 118 |
| 7    | ニコ・ロズベルグ           | Ret | 12  | 5   | 5   | 7   | 11  | 11  | 7   | 6   | 7   | 9   | 6   | Ret | 7   | 10  | 8   | 6   | 6   | 7   | 89  |
| 8    | ミハエル・シューマッハ     | Ret | 9   | 8   | 12  | 6   | Ret | 4   | 17  | 9   | 8   | Ret | 5   | 5   | Ret | 6   | Ret | 5   | 7   | 15  | 76  |
| 9    | エイドリアン・スーティル   | 9   | 11  | 15  | 13  | 13  | 7   | Ret | 9   | 11  | 6   | 14  | 7   | Ret | 8   | 11  | 11  | 9   | 8   | 6   | 42  |
| 10   | ヴィタリー・ペトロフ       | 3   | 17† | 9   | 8   | 11  | Ret | 5   | 15  | 12  | 10  | 12  | 9   | Ret | 17  | 9   | Ret | 11  | 13  | 10  | 37  |
| 11   | ニック・ハイドフェルド     | 12  | 3   | 12  | 7   | 8   | 8   | Ret | 10  | 8   | Ret | Ret |     |     |     |     |     |     |     |     | 34  |
| 12   | 小林可夢偉                 | DSQ | 7   | 10  | 10  | 10  | 5   | 7   | 16  | Ret | 9   | 11  | 12  | Ret | 14  | 13  | 15  | Ret | 10  | 9   | 30  |
| 13   | ポール・ディ・レスタ       | 10  | 10  | 11  | Ret | 12  | 12  | 18† | 14  | 15  | 13  | 7   | 11  | 8   | 6   | 12  | 10  | 13  | 9   | 8   | 27  |
| 14   | ハイメ・アルグエルスアリ   | 11  | 14  | Ret | 16  | 16  | Ret | 8   | 8   | 10  | 12  | 10  | Ret | 7   | 21† | 15  | 7   | 8   | 15  | 11  | 26  |
| 15   | セバスチャン・ブエミ       | 8   | 13  | 14  | 9   | 14  | 10  | 10  | 13  | Ret | 15  | 8   | Ret | 10  | 12  | Ret | 9   | Ret | Ret | 12  | 15  |
| 16   | セルジオ・ペレス           | DSQ | Ret | 17  | 14  | 9   | DNS | PO  | 11  | 7   | 11  | 15  | Ret | Ret | 10  | 8   | 16  | 10  | 11  | 13  | 14  |
| 17   | ルーベンス・バリチェロ     | Ret | Ret | 13  | 15  | 17  | 9   | 9   | 12  | 13  | Ret | 13  | 16  | 12  | 13  | 17  | 12  | 15  | 12  | 14  | 4   |
| 18   | ブルーノ・セナ             |     |     |     |     |     |     |     |     |     |     |     | 13  | 9   | 15  | 16  | 13  | 12  | 16  | 17  | 2   |
| 19   | パストール・マルドナド     | Ret | Ret | 18  | 17  | 15  | 18† | Ret | 18  | 14  | 14  | 16  | 10  | 11  | 11  | 14  | Ret | Ret | 14  | Ret | 1   |
| 20   | ペドロ・デ・ラ・ロサ       |     |     |     |     |     |     | 12  |     |     |     |     |     |     |     |     |     |     |     |     | 0   |
| 21   | ヤルノ・トゥルーリ         | 13  | Ret | 19  | 18  | 18  | 13  | 16  | 20  | Ret |     | Ret | 14  | 14  | Ret | 19  | 17  | 19  | 18  | 18  | 0   |
| 22   | ヘイキ・コバライネン       | Ret | 15  | 16  | 19  | Ret | 14  | Ret | 19  | Ret | 16  | Ret | 15  | 13  | 16  | 18  | 14  | 14  | 17  | 16  | 0   |
| 23   | ヴィタントニオ・リウッツィ | DNQ | Ret | 22  | 22  | Ret | 16  | 13  | 23  | 18  | Ret | 20  | 19  | Ret | 20  | 23  | 21  |     | 20  | Ret | 0   |
| 24   | ジェローム・ダンブロジオ   | 14  | Ret | 20  | 20  | 20  | 15  | 14  | 22  | 17  | 18  | 19  | 17  | Ret | 18  | 21  | 20  | 16  | Ret | 19  | 0   |
| 25   | ティモ・グロック           | NC  | 16  | 21  | DNS | 19  | Ret | 15  | 21  | 16  | 17  | 17  | 18  | 15  | Ret | 20  | 18  | Ret | 19  | Ret | 0   |
| 26   | ナレイン・カーティケヤン   | DNQ | Ret | 23  | 21  | 21  | 17  | 17  | 24  |     |     |     |     |     |     |     |     | 17  |     |     | 0   |
| 27   | ダニエル・リチャルド       |     |     |     |     |     |     |     |     | 19  | 19  | 18  | Ret | NC  | 19  | 22  | 19  | 18  | Ret | 20  | 0   |
| 28   | カルン・チャンドック       |     |     |     |     |     |     |     |     |     | 20  |     |     |     |     |     |     |     |     |     | 0   |
| 順位 | ドライバー                 | AUS | MAL | CHN | TUR | ESP | MON | CAN | EUR | GBR | GER | HUN | BEL | ITA | SIN | JPN | KOR | IND | ABU | BRA | Pts |

太字 - ポールポジション、斜体 - ファステストラップ

† 印はリタイアだが、90%以上の距離を走行したため規定により完走扱い。

### コンストラクターズ・ワールド・チャンピオンシップ（製造者部門）
ポイントシステムおよび以下の書式はドライバー部門と同一である。
| 順位 | コンストラクター                | 車番 | AUS | MAL | CHN | TUR | ESP | MON | CAN | EUR | GBR | GER | HUN | BEL | ITA | SIN | JPN | KOR | IND | ABU | BRA | Pts |
| ---- | ------------------------------- | ---- | --- | --- | --- | --- | --- | --- | --- | --- | --- | --- | --- | --- | --- | --- | --- | --- | --- | --- | --- | --- |
| 1    | レッドブル-ルノー               | 1    | 1   | 1   | 2   | 1   | 1   | 1   | 2   | 1   | 2   | 4   | 2   | 1   | 1   | 1   | 3   | 1   | 1   | Ret | 2   | 650 |
| 1    | レッドブル-ルノー               | 2    | 5   | 4   | 3   | 2   | 4   | 4   | 3   | 3   | 3   | 3   | 5   | 2   | Ret | 3   | 4   | 3   | 4   | 4   | 1   | 650 |
| 2    | マクラーレン-メルセデス         | 3    | 2   | 8   | 1   | 4   | 2   | 6   | Ret | 4   | 4   | 1   | 4   | Ret | 4   | 5   | 5   | 2   | 7   | 1   | Ret | 497 |
| 2    | マクラーレン-メルセデス         | 4    | 6   | 2   | 4   | 6   | 3   | 3   | 1   | 6   | Ret | Ret | 1   | 3   | 2   | 2   | 1   | 4   | 2   | 3   | 3   | 497 |
| 3    | フェラーリ                      | 5    | 4   | 6   | 7   | 3   | 5   | 2   | Ret | 2   | 1   | 2   | 3   | 4   | 3   | 4   | 2   | 5   | 3   | 2   | 4   | 375 |
| 3    | フェラーリ                      | 6    | 7   | 5   | 6   | 11  | Ret | Ret | 6   | 5   | 5   | 5   | 6   | 8   | 6   | 9   | 7   | 6   | Ret | 5   | 5   | 375 |
| 4    | メルセデス                      | 7    | Ret | 9   | 8   | 12  | 6   | Ret | 4   | 17  | 9   | 8   | Ret | 5   | 5   | Ret | 6   | Ret | 5   | 7   | 15  | 165 |
| 4    | メルセデス                      | 8    | Ret | 12  | 5   | 5   | 7   | 11  | 11  | 7   | 6   | 7   | 9   | 6   | Ret | 7   | 10  | 8   | 6   | 6   | 7   | 165 |
| 5    | ルノー                          | 9    | 12  | 3   | 12  | 7   | 8   | 8   | Ret | 10  | 8   | Ret | Ret | 13  | 9   | 15  | 16  | 13  | 12  | 16  | 17  | 73  |
| 5    | ルノー                          | 10   | 3   | 17† | 9   | 8   | 11  | Ret | 5   | 15  | 12  | 10  | 12  | 9   | Ret | 17  | 9   | Ret | 11  | 13  | 10  | 73  |
| 6    | フォース・インディア-メルセデス | 14   | 9   | 11  | 15  | 13  | 13  | 7   | Ret | 9   | 11  | 6   | 14  | 7   | Ret | 8   | 11  | 11  | 9   | 8   | 6   | 69  |
| 6    | フォース・インディア-メルセデス | 15   | 10  | 10  | 11  | Ret | 12  | 12  | 18† | 14  | 15  | 13  | 7   | 11  | 8   | 6   | 12  | 10  | 13  | 9   | 8   | 69  |
| 7    | ザウバー-フェラーリ             | 16   | DSQ | 7   | 10  | 10  | 10  | 5   | 7   | 16  | Ret | 9   | 11  | 12  | Ret | 14  | 13  | 15  | Ret | 10  | 9   | 44  |
| 7    | ザウバー-フェラーリ             | 17   | DSQ | Ret | 17  | 14  | 9   | DNS | 12  | 11  | 7   | 11  | 15  | Ret | Ret | 10  | 8   | 16  | 10  | 11  | 13  | 44  |
| 8    | トロ・ロッソ-フェラーリ         | 18   | 8   | 13  | 14  | 9   | 14  | 10  | 10  | 13  | Ret | 15  | 8   | Ret | 10  | 12  | Ret | 9   | Ret | Ret | 12  | 41  |
| 8    | トロ・ロッソ-フェラーリ         | 19   | 11  | 14  | Ret | 16  | 16  | Ret | 8   | 8   | 10  | 12  | 10  | Ret | 7   | 21  | 15  | 7   | 8   | 15  | 11  | 41  |
| 9    | ウィリアムズ-コスワース         | 11   | Ret | Ret | 13  | 15  | 17  | 9   | 9   | 12  | 13  | Ret | 13  | 16  | 12  | 13  | 17  | 12  | 15  | 12  | 14  | 5   |
| 9    | ウィリアムズ-コスワース         | 12   | Ret | Ret | 18  | 17  | 15  | 18† | Ret | 18  | 14  | 14  | 16  | 10  | 11  | 11  | 14  | Ret | Ret | 14  | Ret | 5   |
| 10   | ロータス-ルノー                 | 20   | Ret | 15  | 16  | 19  | Ret | 14  | Ret | 19  | Ret | 16  | Ret | 15  | 13  | 16  | 18  | 14  | 14  | 17  | 16  | 0   |
| 10   | ロータス-ルノー                 | 21   | 13  | Ret | 19  | 18  | 18  | 13  | 16  | 20  | Ret | 20  | Ret | 14  | 14  | Ret | 19  | 17  | 19  | 18  | 18  | 0   |
| 11   | HRT-コスワース                  | 22   | DNQ | Ret | 23  | 21  | 21  | 17  | 17  | 24  | 19  | 19  | 18  | Ret | NC  | 19  | 22  | 19  | 17  | Ret | 20  | 0   |
| 11   | HRT-コスワース                  | 23   | DNQ | Ret | 22  | 22  | Ret | 16  | 13  | 23  | 18  | Ret | 20  | 19  | Ret | 20  | 23  | 21  | 18  | 20  | Ret | 0   |
| 12   | ヴァージン-コスワース           | 24   | NC  | 16  | 21  | DNS | 19  | Ret | 15  | 21  | 16  | 17  | 17  | 18  | 15  | Ret | 20  | 18  | Ret | 19  | Ret | 0   |
| 12   | ヴァージン-コスワース           | 25   | 14  | Ret | 20  | 20  | 20  | 15  | 14  | 22  | 17  | 18  | 19  | 17  | Ret | 18  | 21  | 20  | 16  | Ret | 19  | 0   |
| 順位 | コンストラクター                | 車番 | AUS | MAL | CHN | TUR | ESP | MON | CAN | EUR | GBR | GER | HUN | BEL | ITA | SIN | JPN | KOR | IND | ABU | BRA | Pts |

## テレビ放送
2011年からは国際映像が全世界の契約テレビ局にハイビジョン（HDTV）での配信が行われた。

### 日本
2011年の放送は、フジテレビ系列の地上波（難視聴対策衛星放送を含む）とフジテレビNEXTで放送される。詳細は『F1グランプリ』を参照。